# Lovec pete generacije
Lovec pete generacije je oznaka, ki se uporablja za trenutno najbolj tehnološko razvita lovska letala. Lovci pete generacije imajo veliko tehničnih izboljšav v primerjavi s četrto generacijo, čeprav ne obstaja prav točna definicija za klasifikacijo.
Nove tehnolgije:
- stealth - tehnologija manjše radarske opaznosti, manjša možnost detekcije in intercepcije (prestrezanja)
- trup in strukture iz naprednih kompozitnih materialov
- napredna avionika
- močni računalniški sistemi
- podatkovna povezljivost z drugimi letali in osebjem za zemlji, delitev radarske slike
- novi senzorji za orožje[1]
- orožje nameščeno v trupu letala za manjšo radarsko opaznost in boljšo aerodinamiko
- superkrižarjenje, nadzvočna hitrost brez uporabe dodatnega zgorevanja, kar zelo zmanjša porabo goriva
- usmerjanje potiska za večjo manevrirnost
- povečana manevrirnost

Lockheed Martin F-22 Raptor je bil prvo letalo pete generacije. F-35 Lightning II bo najbolj najverjetneje najbolj številčno proizvajano letalo pete generacije z okrog tri tisoč planiranimi.

## Lovci pete generacije
- F-22 Raptor
- Čengdu J-20
- Suhoj Su-57
- Suhoj/HAL FGFA (odpovedan)
- F-35 Lightning II
- TAI TFX

## Drugi po zmogljivostih podobni lovci
- KFX
- Dassault Rafale
- Eurofighter Typhoon
- Saab JAS 39 Gripen